# Karl Georg Samuelson
Karl Georg Samuelson, född 12 februari 1911 i Lidingö, död där 8 oktober 1993, var en svensk jurist, ämbetsman och landshövding i Västerbottens län 1 juli 1965–1971.
Samuelson avlade juris kandidatexamen i Uppsala 1937 och efter tingstjänstgöring där blev han 1940–1942 biträdande jurist på en advokatbyrå. Åren 1942–1947 var han förste byråsekreterare i försvarets fabriksstyrelse, blev byrådirektör i Statens avtalsnämnd 1947, byråchef där 1951 och ordförande samt chef 1959–1965. Samma år blev han generaldirektör. Samuelson blev bland annat styrelseledamot i Nya System AB 1952 och ordförande i Statens nämnd för partiellt arbetsföra 1961. Han har varit ledamot av flera statliga utredningar. 
I sin roll som landshövding ledde han genomförandet av länsplaneringen i länet, där landstinget istället för länsstyrelsen blev ansvarig för den översiktliga länsplaneringen. Samuelson är begravd på Lidingö kyrkogård.